# Grand Prix Formule 1 van Oostenrijk 1964
De Grand Prix Formule 1 van Oostenrijk 1964 werd gehouden op 23 augustus op het Zeltweg Luchthaven Circuit in Zeltweg. Het was de zevende race van het seizoen.

## Uitslag
| Pos. | Nr. | Coureur            | Constructeur   | Rondes | Tijd / Oorzaak uitval | Grid | Punten |
| ---- | --- | ------------------ | -------------- | ------ | --------------------- | ---- | ------ |
| 1    | 8   | Lorenzo Bandini    | Ferrari        | 105    | 2:06:18.23            | 7    | 9      |
| 2    | 4   | Richie Ginther     | BRM            | 105    | + 6.18                | 5    | 6      |
| 3    | 22  | Bob Anderson       | Brabham-Climax | 102    | + 3 Rondes            | 14   | 4      |
| 4    | 19  | Tony Maggs         | BRM            | 102    | + 3 Rondes            | 19   | 3      |
| 5    | 14  | Innes Ireland      | BRP-BRM        | 102    | + 3 Rondes            | 11   | 2      |
| 6    | 11  | Jo Bonnier         | Brabham-Climax | 101    | + 4 Rondes            | 10   | 1      |
| 7    | 18  | Giancarlo Baghetti | BRM            | 96     | + 9 Rondes            | 15   |        |
| 8    | 17  | Mike Hailwood      | Lotus-BRM      | 95     | + 10 Rondes           | 18   |        |
| 9    | 6   | Jack Brabham       | Brabham-Climax | 76     | + 29 Rondes           | 6    |        |
| NF   | 12  | Jochen Rindt       | Brabham-BRM    | 58     | Stuurfout             | 13   |        |
| NF   | 10  | Phil Hill          | Cooper-Climax  | 58     | Ongeluk               | 20   |        |
| NF   | 5   | Dan Gurney         | Brabham-Climax | 47     | Ophanging             | 4    |        |
| NF   | 9   | Bruce McLaren      | Cooper-Climax  | 43     | Motor                 | 9    |        |
| NF   | 2   | Mike Spence        | Lotus-Climax   | 41     | Aandrijving           | 8    |        |
| NF   | 1   | Jim Clark          | Lotus-Climax   | 40     | Aandrijving           | 3    |        |
| NF   | 15  | Trevor Taylor      | BRP-BRM        | 21     | Ophanging             | 16   |        |
| NF   | 20  | Jo Siffert         | Brabham-BRM    | 18     | Ongeluk               | 12   |        |
| NF   | 7   | John Surtees       | Ferrari        | 9      | Ophanging             | 2    |        |
| NF   | 16  | Chris Amon         | Lotus-Climax   | 7      | Motor                 | 17   |        |
| NF   | 3   | Graham Hill        | BRM            | 5      | Distributie           | 1    |        |

## Statistieken
| Pole-position | Graham Hill | BRM            | 1:09.84 |
| Snelste ronde | Dan Gurney  | Brabham-Climax | 1:10.56 |

## Noot
- Dit was het debuut van de Oostenrijkse coureur (en toekomstig wereldkampioen) Jochen Rindt - tevens de eerste Oostenrijker in Formule 1.
- Eerste podiumplaats voor Bob Anderson.
- Eerste rondes als raceleider en eerste Grand Prix-winst voor Lorenzo Bandini.

1963 · 1964 · 1970 · 1971 · 1972 · 1973 · 1974 · 1975 · 1976 · 1977 · 1978 · 1979 · 1980 · 1981 · 1982 · 1983 · 1984 · 1985 · 1986 · 1987 · 1997 · 1998 · 1999 · 2000 · 2001 · 2002 · 2003 · 2014 · 2015 · 2016 · 2017 · 2018 · 2019 · 2020 · 2021 · 2022 · 2023 · 2024 · 2025